# Английский Баховский фестиваль
Английский Баховский фестиваль (англ. English Bach Festival) — международный музыкальный фестиваль, один из крупнейших в Великобритании. Проводился в 1963—2009 годах ежегодно в Оксфорде и (с 1968) в Лондоне. Отдельные концерты фестиваля (в XXI веке) проходили также в греческих Афинах.

## Краткая характеристика
Основан в 1962 греческой эмигранткой, клавесинисткой Линой Лаланди (1920-2012; настоящая фамилия Kaloyeropoulos). Первый Английский Баховский фестиваль прошёл в Оксфорде в 1963. В 1968 году он проходил параллельно в Оксфорде и Лондоне, в дальнейшем основная часть фестивальных концертов проходила в Лондоне, отдельные концерты (в XXI веке) также в Афинах. Последний фестиваль прошёл в 2009 в Лондоне.
Английский Баховский фестиваль субсидировался за счёт средств мужа Лаланди, британского банкира Ральфа Эмери (умер в 2001), а также за государственный счёт (Arts Council of Great Britain). Художественными руководителями фестиваля были в 1963-71 Лаланди и музыковед Дж. Уэстреп (Westrup), с 1971 единоличным худруком фестиваля была Лаланди. Почётными президентами (honorary presidents) фестиваля были А.Швейцер, И.Ф.Стравинский (с 1966), Л.Бернстайн (в 1972-1990, при этом он регулярно дирижировал фестивальном оркестром). Стравинский также выступал в качестве дирижёра — в 1964 (аранжировка баховского хорала «Vom Himmel hoch» и Симфония псалмов) и в 1966 («Царь Эдип»).
Первоначально задача фестиваля формулировалась как организация концертов из музыки И.С. Баха и его современников (отсюда название фестиваля). Однако уже в 1966 она изменилась на «презентацию различных аспектов современной музыки» (the presentation of varied aspects of contemporary music).
С 1975 акцент в фестивальных программах сместился на «реконструкции» старинных опер (главным образом, XVIII века). Оперы ставились на сцене оперных театров (в том числе, с 1977 на сцене Ковент-Гардена) и в концертном исполнении (без костюмов и декораций), в обоих случаях большое значение придавалось воспроизведению аутентичной стилистики. Постановки сопровождали «барочные» оркестры (в том числе, специально созданный English Bach Festival Orchestra), игравшие на так называемых «исторических» инструментах. Среди заметных оперных постановок — «Принцесса Наваррская» (запись 1977, дирижёр McGegan), «Ипполит и Арисия» (1978, дирижёр Мальгуар), «Наида» (1980, Макгеган), «Платея» (2006) Ж.Ф. Рамо, семи-опера «Альцеста» Г.Ф. Генделя (1984, Мальгуар), «Ифигения в Тавриде» (1993) и «Телемах»  (2006) К.В. Глюка, «Орфей» К. Монтеверди (2007).
Специальные тематические программы фестиваля были посвящены Л. ван Бетховену (1970), византийской церковной и греческой народной музыке (1971-73), испанской народной и академической музыке (1973-76), музыке французского барокко (1965, 1974, 1976-79).
В рамках Английского Баховского фестиваля состоялись британские премьеры сочинений Л. Берио, О. Мессиана («Каталог птиц», «Видения Аминя» и др.), А. Русселя, Н. Скалкотаса, К. Штокхаузена, Я. Ксенакиса, Д.Лигети, А.Дютийё и других композиторов XX века, а также мировые премьеры сочинений новейших британских композиторов, среди которых Дейвид Джонс, Роберт Ш. Джонсон и Элизабет Лютенс.